# Grampo telefônico
O grampo telefônico (português brasileiro) ou escuta telefónica (português europeu) consiste, de maneira genérica, em qualquer dispositivo conectado a uma linha telefônica de modo a interceptar/intercetar, normalmente para fins de investigação ou espionagem, a comunicação que trafega por ela. Pode ser legal ou ilegal, conforme autorização ou não pela justiça.
Apesar de o termo ter surgido na era das comunicações com fio, quando o grampo era, basicamente, uma derivação oculta (como uma extensão em uma linha de telefone fixo), o termo continua a ser aplicado ao caso de interceptações de conversas via telefonia celular.

## Aspectos legais da interceptação da comunicação telefônica no Brasil
No Brasil, a interceptação da comunicação telefônica encontra-se amparada pela Lei nº 9 296/96, que prevê, nos seus artigos 2º e 4º, um conjunto de limitações formais para sua autorização ser concedida por um juiz. A referida lei determina que os únicos agentes autorizados a realizar a interceptação da comunicação de dados são as autoridades policiais e os representantes do Ministério Público; a interceptação realizada por agentes alheios tais como investigadores particulares, empresas de investigação etc. na rede de telefonia é considerada como crime.
A Lei nº 9 296/96 prevê, também, que toda interceptação da comunicação telefônica corre, obrigatoriamente, sob força da lei, como segredo de justiça. Segundo o artigo 10 da referida lei, qualquer agente público, o único autorizado a realizar interceptações telefônicas, que violar o segredo de justiça das investigações, repassando trechos do áudio de terceiros obtidos com autorização judicial para a imprensa ou qualquer outra instituição, comete crime. Em contrapartida, qualquer cidadão pode gravar a sua conversa telefônica a fim de reunir provas sobre qualquer infração, irregularidade ou crime cometido contra si próprio.
Quando devidamente instruída através dos processos formais, a interceptação telefônica pode ser utilizada como prova de atos ilícitos num processo criminal. Qualquer irregularidade formal, no entanto, como falta de autorização judicial por exemplo, invalida o conteúdo obtido no processo criminal.
Em um disparate jurídico realizado por centrais automáticas de grampos telefônicos realizados em cascata e operados pelas polícias brasileiras e pelo Ministério Público, o Brasil registrou, em 2007, segundo algumas fontes, 400 000 grampos telefônicos sem autorização judicial contra apenas 12 mil escutas telefônicas autorizadas. A Comissão Parlamentar de Inquérito instaurada inicialmente para averiguar a desproporção dos grampos irregulares ganhou destaque na mídia no seu relatório final apenas por indicar as irregularidades cometidas por Daniel Dantas e Idalberto de Araújo, sargento da Aeronáutica.

### Da Ilegalidade da Gravação de Conversa entre Advogado e seu Cliente
É ilegal a interceptação das conversas telefônicas do advogado com seu cliente, bem como também as conversas que ocorrem entre eles nos parlatórios, localizados nos presídios.
Estas atitudes afrontam a Constituição Federal, que prevê em seu artigo 133, ser o advogado indispensável à administração da justiça, possuindo inviolabilidade por seus atos e manifestações no exercício da profissão, nos limites da lei.
No mesmo sentido, dispõe a Lei nº 8.906, de 4 de julho de 1994, em seu artigo 7º, inciso III, que é direito do advogado comunicar-se com seus clientes, pessoal e reservadamente, mesmo sem procuração, quando estes se acharem presos, detidos ou recolhidos em estabelecimentos civis ou militares, ainda que considerados incomunicáveis.
E mais, foi editada Resolução pelo Conselho Nacional de Política Criminal e Penitenciária, de número 8, datada de 30 de maio de 2006, publicado no DOU nº 109, de 08 de junho de 2006, seção 1, página 34, com a recomendação, em obediência às garantias e princípios constitucionais,que a inviolabilidade da privacidade nas entrevistas do preso com seu advogado seja assegurada em todas as unidades prisionais, sendo que para a efetivação desta recomendação, o parlatório ou ambiente equivalente onde se der a entrevista, não poderá ser monitorado por meio eletrônico de qualquer natureza.
Assim, a gravação de conversas dos advogados com os seus clientes é ilegal e inconstitucional. Viola as garantias e princípios fundamentais contidos na Constituição e que garantem o livre exercício profissional da advocacia.
Ainda, são invioláveis o escritório do advogado ou local de trabalho, bem como de seus instrumentos de trabalho, de sua correspondência escrita, eletrônica, telefônica e telemática, desde que relativas ao exercício da advocacia, conforme prevê a Lei nº 11.767, de 7 de agosto de 2008, em seu artigo 1º, que alterou a redação do artigo 7º, inciso II, da Lei 8.906, de 4 de julho de 1994.
Com a escuta ou interceptação de conversas reservadas entre advogados e clientes não se está apenas violando as prerrogativas dos advogados, mas o próprio direito do cidadão.